# 699

## Nașteri
- 5 septembrie: Abu Hanifa  (d. 767)